# Adenophora morrisonensis
Adenophora morrisonensis là loài thực vật có hoa trong họ Hoa chuông. Loài này được Bunzō Hayata mô tả khoa học đầu tiên năm 1911.

## Phân loài
- Adenophora morrisonensis subsp. uehatae (Yamam.) Lammers, 1992